# Organizm kwarantannowy
Organizm kwarantannowy – organizm szkodliwy o potencjalnym znaczeniu gospodarczym dla obszaru zagrożonego, na którym dotychczas nie występuje, albo występuje, lecz nie jest szeroko rozprzestrzeniony i podlega urzędowemu zwalczaniu (definicja Państwowej Inspekcji Ochrony Roślin i Nasiennictwa).
Dziennik Ustaw Rzeczypospolitej Polskiej z dnia 6 lipca 2015 r. szczegółowo określa zasady dotyczące zakazu sprowadzania tych organizmów do kraju i sposobów ich zwalczania. Wyróżnia następujące grupy tych organizmów:
Część A. Organizmy kwarantannowe, których wprowadzanie oraz rozprzestrzenianie na terytorium Unii Europejskiej jest zabronione:
- Organizmy kwarantannowe, których występowanie nie jest znane na terytorium UE:
  - Owady, roztocze oraz nicienie, we wszystkich stadiach rozwoju (27 gatunków)
  - Bakterie: Candidatus ssp., Xylella fastidiosa
  - Grzyby: Ceratocystis fagacearum, Chrysomyxa arctostaphyli, Cronartium ssp. (nieeuropejskie), Endocronartium ssp. (nieeuropejskie), Guignardia laricina, Gymnosporangium ssp. (nieeuropejskie), Inonotus weirii, Melampsora farlowii, Mycosphaerella larici-leptolepis, Mycosphaerella populorum, Phoma andina, Phyllosticta solitaria, Septoria lycopersici var. malagutii, Thecaphora solani, Tilletia indica, Trechispora brinkmannii
  - Wirusy oraz organizmy wirusopodobne (6 gat.)
  - Rośliny pasożytnicze (1 gat.)
- Organizmy kwarantannowe, których występowanie na terytorium UE jest znane:
  - Owady, roztocze oraz nicienie, we wszystkich stadiach rozwoju: Bursaphelenchus xylophilus, Globodera pallida, Globodera rostochiensis, Meloidogyne chitwoodi, Meloidogyne fallax, Opogona sacchari, Popilia japonica, Rhizoecus hibisci, Spodoptera littoralis, Trioza erytreae.
  - Bakterie: Clavibacter michiganensis, Ralstonia solanacearum.
  - Grzyby: Melampsora medusae, Synchytrium endobioticum.
  - Wirusy oraz organizmy wirusopodobne: Apple proliferation mycoplasm, Apricot chlorotic leafroll mycoplasm, Pear decline mycoplasm

Część B. Organizmy kwarantannowe, których wprowadzanie do stref chronionych oraz przemieszczanie wewnątrz tych stref na terytorium Wspólnoty jest zabronione.
- Owady, roztocze oraz nicienie, we wszystkich stadiach rozwoju: Bemisia tabaci, Daktulosphaira vitifoliae, Dryocosmus kuriphilus, Globodera pallida, Leptinotarsa decemlineata, Liriomyza bryoniae, Thaumatopoea processionea.

Część C. Wykaz organizmów kwarantannowych, w tym takich, których wprowadzanie do stref chronionych i przemieszczanie wewnątrz tych stref jest zabronione, jeżeli organizmy te występują na określonych roślinach, produktach roślinnych, lub przedmiotach, wraz z określeniem stref chronionych których to dotyczy.
- Organizmy kwarantannowe, których występowanie nie jest znane na terytorium UE:
  - Owady, roztocze oraz nicienie, we wszystkich stadiach rozwoju (32 gatunki)
  - Bakterie: Erwinia stewartii, Xanthomonas campestris var. oryzae, fitoplazma Citrus variegated chlorosis
  - Grzyby: Alternaria alternata (nieeuropejskie izolaty), Anisogramma anomala, Apiosporina morbosa, Atropellis ssp., Ceratocystis virescens, Cercoseptoria pini-densiflorae, Cercospora angolensis, Diaporthe vaccinii, Elsinoe ssp., Guignardia citricarpa, Guignardia piricola, Puccinia pittieriana, Scirrhia acicola, Stegophora ulmea, Venturia nashicola.
  - Wirusy oraz organizmy wirusopodobne (15 gat.)
- Organizmy kwarantannowe, których występowanie na terytorium UE jest znane:
  - Owady, roztocze oraz nicienie, we wszystkich stadiach rozwoju: Aphelenchoides besseyi, Daktulosphaira vitifoliae, Ditylenchus destructor, Ditylenchus dipsaci, Circulifer haematoceps, Cieculifer tenellus, Eutetranychus orientalis, Helicoverpa armigera, Parasaissetia nigra, Radopholus similis, Liriomyza huidobrensis, Liriomyza trifolii, Paysandisia archon.
  - Bakterie: Clavibacter michiganensis, Erwinia amylovora, Erwinia chrysanthemi, Pseudomonas caryophylli, Pseudomonas syringae, Xanthomonas campestris, Xanthomonas fragariae, Xylophilus ampelinus.
  - Grzyby: Ceratocystis platani, Cryphonectria parasitica, Dothistroma septosporum, Phialophora cinerescens, Phytophthora fragariae, Plasmopara halstedii, Plenodomus tracheiphilus, Puccinia horiana, Verticillium albo-atrum, Verticillium dahliae.
  - Wirusy oraz organizmy wirusopodobne Arabis mosaic virus, Beet leaf curl virus, Chrysanthemum stunt viroid, Citrus tristeza virus (izolaty europejskie), Grapevine flavescence dorée MLO, Plum pox virus, Potato stolbur mycoplasm, Raspberry ringspot virus, Spiroplasma citri, Strawberry crinkle virus, Strawberry latent ringspot virus, Strawberry mild yellow edge virus, Tomato black ring virus, Tomato spotted wilt virus, Tomato yellow leaf curl virus[2].

Dziennik Urzędowy precyzuje także szczegółowo warunki rośliny, produkty roślinne lub przedmioty, których dotyczą przepisy.